# Pontmain

Pontmain este o comună în departamentul Mayenne, Franța. În 2009 avea o populație de 864 de locuitori.